# Luxembourg–Wasserbillig-vasútvonal
A Luxembourg–Wasserbillig-vasútvonal (más néven a CFL 30-as vonal) egy normál nyomtávolsággú, 37,4 km hosszúságú, 25 kV 50 Hz-cel villamosított vasútvonal Luxemburgban Luxembourg és Wasserbillig között.

## Vasútállomások a vonalon

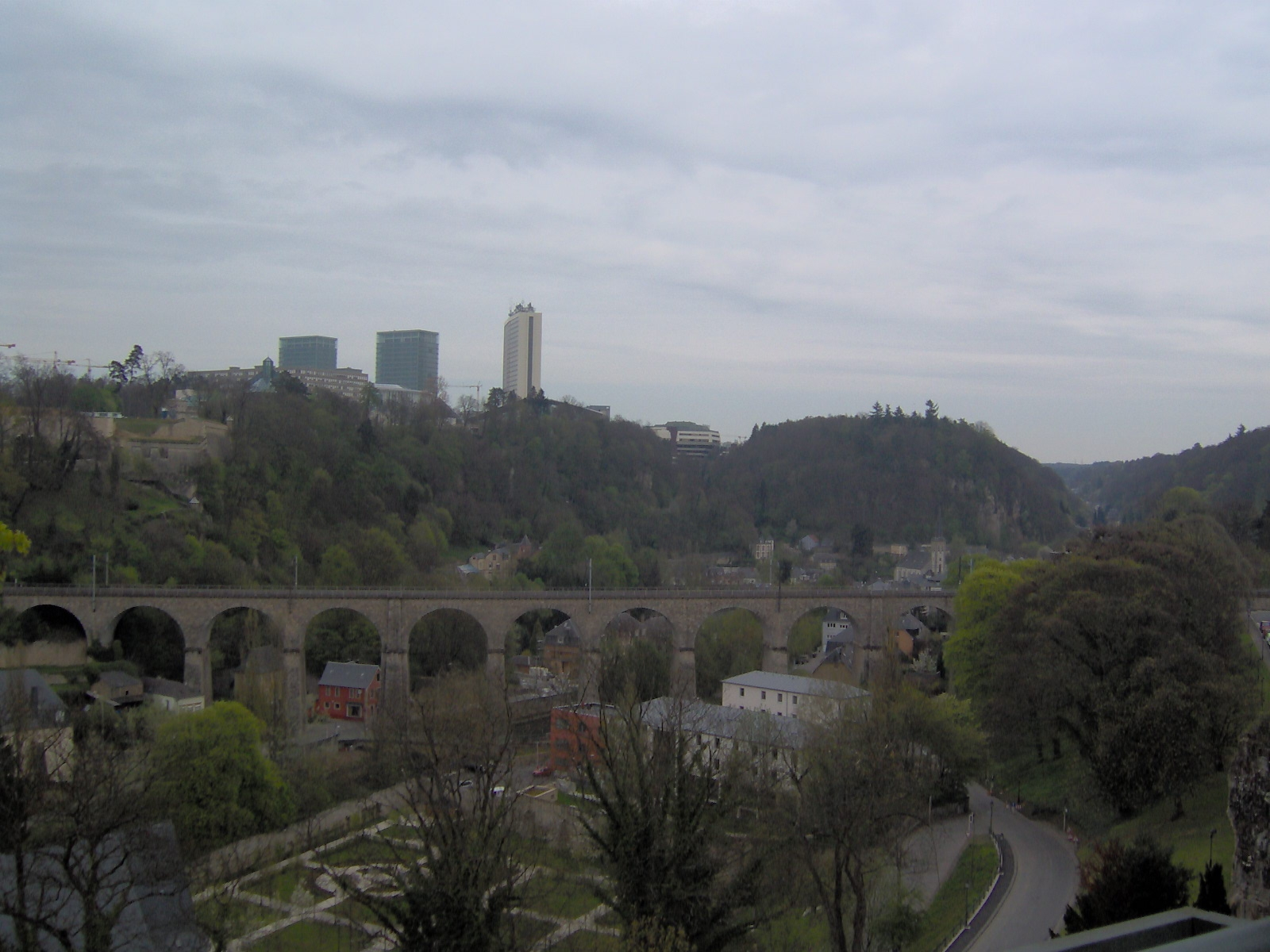
A Pulvermühle viadukt Luxemburg vasútállomás közelében

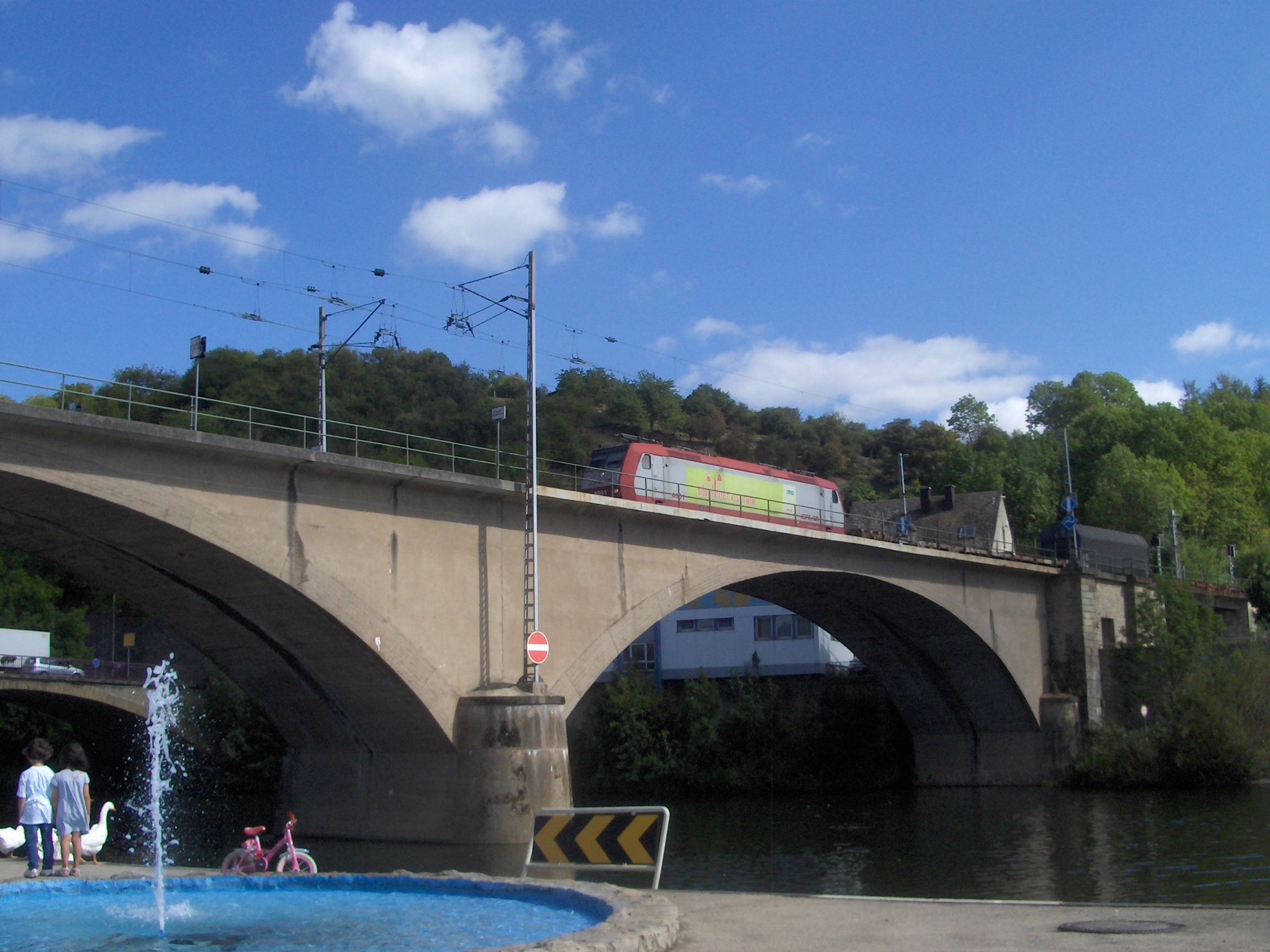
A CFL 4001 egy tehervonattal Wasserbillgben

- Luxembourg
- Cents-Hamm
- Sandweiler-Contern
- Oetrange
- Munsbach
- Roodt
- Betzdorf
- Wecker
- Manternach
- Mertert
- Wasserbillig
- Trier (Németország)
- Schweich (Németország)